# Friedrich Reck-Malleczewen
Friedrich Perceyval Reck-Malleczewen ([maləˈtʃeːvn̩]), właśc. Friedrich (Fritz) Reck (ur. 11 sierpnia 1884 w Maleczewie, zm. 16 lutego 1945 w KL Dachau) – niemiecki pisarz, lekarz i dziennikarz.
Studiował medycynę w Innsbrucku. Studia ukończył w 1911 roku, przez rok służył jako lekarz okrętowy. Później przeniósł się do Stuttgartu, gdzie pracował jako krytyk teatralny pisząc dla „Süddeutsche Zeitung”. W 1914 roku przeniósł się do Pasing pod Monachium.
W latach 20. i 30. napisał wiele książek, głównie literatury dziecięcej. Wiele z nich została zakazanych po dojściu Hitlera do władzy. W styczniu 1945 roku przewieziony do obozu koncentracyjnego w Dachau, zamordowany 16 lutego (według innej wersji zmarł na dur brzuszny 17 lutego).
W 1908 roku poślubił Annę Louise Büttner, miał z nią trzy córki i syna.

## Książki
- Uradel, 1914 (Trauerspiel)
- Aus Tsingtau entkommen. Erzählung für die Jugend, 1916
- Mit Admiral Spee. Erzählung für die Jugend aus dem Seekrieg 1914/15, Stuttgart (Levy & Müller) 1917
- Der Admiral der Roten Flagge. Erzählung für die Jugend, Stuttgart (Levy&Müller) 1917 (Wiederauflagen unter dem Titel Der Admiral der schwarzen Flagge noch bis 1964)
- Monteton. Roman, Berlin (Mosse) 1924
- Die Siedlung Unigtrusttown. Roman, Berlin (Ullstein) 1925
- Frau Übersee. Roman – Die Fremde. Novelle, Berlin (Deutsche Buch-Gemeinschaft) 1926
- Sif, das Weib, das den Mord beging. Roman, München (Drei Masken)1926
- Liebesreigen und Fanfaren. Roman, Berlin (Volksverband der Bücherfreunde, Wegweiser-Verlag) 1927
- Die Dame aus New York, ca. 1928 (Roman)
- Sven entdeckt das Paradies. Roman, Berlin (Deutsche Buch-Gemeinschaft) 1928
- Jean Paul Marat. Freund des Volkes, München (Drei Masken) 1929
- Bomben auf Monte Carlo. Roman, Berlin (Scherl) 1930
- Des Tieres Fall. Das Schicksal einer Maschinerie, München (Georg Müller) 1931 (Roman)
- Hundertmark. Die Geschichte einer Tiefstapelei, Berlin (Vorhut Verlag Otto Schlegel) 1934
- Krach um Payta. Eine Geschichte aus Dschungel und Sumpf, Berlin (Ullstein) 1935
- Ein Mannsbild namens Prack. Roman, Berlin (Schützen) 1935
- Sophie Dorothee. Mutter Friedrichs des Großen, Berlin (Schützen) 1936
- Bockelson. Geschichte eines Massenwahns, Die Geschichte der Wiedertäufer von Münster, Berlin (Schützen) 1937
- La Paloma. Roman, Berlin (Schützen) 1937
- Spiel im Park. Roman, 1937
- Charlotte Corday. Geschichte eines Attentates (Schützen) 1937
- Der grobe Brief. Von Martin Luther bis Ludwig Thoma, Berlin (Schützen) 1940
- Diana Pontecorvo, Berlin (Knaur) 1944 (Roman)
- Das Ende der Termiten. Ein Versuch über die Biologie des Massenmenschen. Fragment, hg. v. Curt Thesing, Lorch (Bürger-Verlag) 1946
- Tagebuch eines Verzweifelten, Lorch (Bürger-Verl.) 1947, Vor- und Nachwort von Dr. Curt Thesing
- Tagebuch eines Verzweifelten, Stuttgart (Goverts) 1966, Neuausgabe. Mit Vorwort von Klaus Harpprecht
- Tagebuch eines Verzweifelten, Frankfurt am Main (Eichborn) 1994, Neuausgabe. Mit einem biographischen Essay von Christine Zeile